# 霍恩贝格-克鲁瑟马克
霍恩贝格-克鲁瑟马克是德国萨克森-安哈尔特州的一个市镇。总面积63.45平方公里，总人口1278人，其中男性641人，女性637人（2011年12月31日），人口密度20人/平方公里。